# Arboretum de la Pipe Qui Fume
El arboreto de la Pipe Qui Fume (en francés: Arboretum de la Pipe Qui Fume) es un arboreto de 4 hectáreas de extensión, creado por la «Société d’Histoire Naturelle des Ardennes»  en la comuna de Bogny-sur-Meuse, departamento de Ardennes, Francia. Es visitable todo el año sin cargo.

## Localización
Ubicado en la "Forêt Domaniale des Hazelles" cerca de Bogny-sur-Meuse que se sitúa en el seno del Massif ardennais, en una zona forestal valona, atravesada por el río Mosa.
Todas las rocas de la zona han sido transformadas por metamorfismo y dobladas en dos orogenias (Caledoniana y Hercinica).
En el Cuaternario, el curso del río Mosa ha transformado el relieve. Así las terrazas aluviales de los  "Grands Ducs", a "Perrières", en la meseta de Janves o "Beaux Sarts" dan testimonio de la presencia del río en Mindel, hace más de 600 000 años
Una estructura geológica llamada "les Quatre fils Aymon" (los cuatro hijos Aymon) que ha inspirado una escultura monumento en el lugar del antiguo castillo fortaleza de Bogny-sur-Meuse. Desde las alturas de "les Quatre fils Aymon", se aprecia un meandro abandonado alterado por los arroyos "Eparus" y "la Soque", con el centro de la cumbre de los "Beaux Sarts".

## Historia
El arboreto fue establecido en 1996 por la «Société d’Histoire Naturelle des Ardennes».
Actualmente está administrado por la «Office national des forêts» (ONF, Oficina nacional de los bosques), la cual organiza visitas guiadas en el arboreto.

## Colecciones botánicas
Situado en el bosque «Forêt Domaniale des Hazelles» este arboreto del "ONF" nos permite observar árboles maduros de hayas, aceres, nogales, magnolias, carpes, y arbustos como... saúco y sorbus, helechos y plantas anuales que se desarrollan en la ladera de un profundo barranco con un desnivel del 35%.
Hay paneles explicativos que nos ayudan a reconocer mejor y a entender estas especies.